# FX Teleport
FX Teleport ist ein kommerzielles Software-Werkzeug, das den verteilten Einsatz von VST-Komponenten zur elektronischen Musikerzeugung auf PC-Basis im LAN ermöglicht. Dadurch sollen im Netzwerk brach liegende Rechner-Ressourcen erschlossen und gemeinsam für die Musikproduktion genutzt werden.
Bei der elektronischen Musikerzeugung wird häufig auf einem Personal Computer eine Sequencer-Software ausgeführt, die Rechner-interne wie externe Hardware- und Software-Klangkomponenten aufzeichnen und steuern kann. Die VST-Schnittstelle bietet eine herstellerübergreifende standardisierte Schnittstelle und ermöglicht so auch anderen Herstellern, eigene Komponenten zur Klangerzeugung und -bearbeitung einzubinden.
Werden aber alle VST-Komponenten gemeinsam mit dem Sequenzer auf einem einzelnen PC ausgeführt, so stößt die sehr rechenintensive und vor allem zeitkritische Verarbeitung der Musikdaten schnell an die Grenzen der Hauptprozessorleistung. So kann man abhängig von der verfügbaren Rechnerleistung nur mit einer begrenzten Zahl von VST-Komponenten arbeiten.
Mit FX Teleport wurde auf Basis der VST-Technologie die Aufspaltung in einen Hostrechner mit der Sequenzer-Software und mehreren im LAN verteilten VST-Rechnern mit den einzelnen Komponenten eingeführt. Eine VST-Bibliothek auf dem Host sorgt dafür, dass die Steuersignale der Sequenzer-Software durch das Netzwerk zu den anderen Rechnern gelangen und deren Ausgaben wiederum zum Host zurückgeführt werden. Dabei sind Laufzeiteffekte der hin und her zu transportierenden Daten, sogenannte Latenzen, zu berücksichtigen. Im Idealfall verhält sich das Gesamtsystem so, als würden alle Software-Bestandteile auf einem einzigen PC ausgeführt. Als Resultat bleibt die CPU-Belastung auf dem Host-PC vergleichsweise gering, obwohl der Rechner eine deutlich höhere Anzahl von VST-Komponenten nutzt.